# Pigeonnier du Moulin Grand
Le pigeonnier du Moulin Grand est un pigeonnier du début du XVIIe siècle situé à Perrex, dans le département français de l'Ain. Il est classé Monument historique.

## Localisation

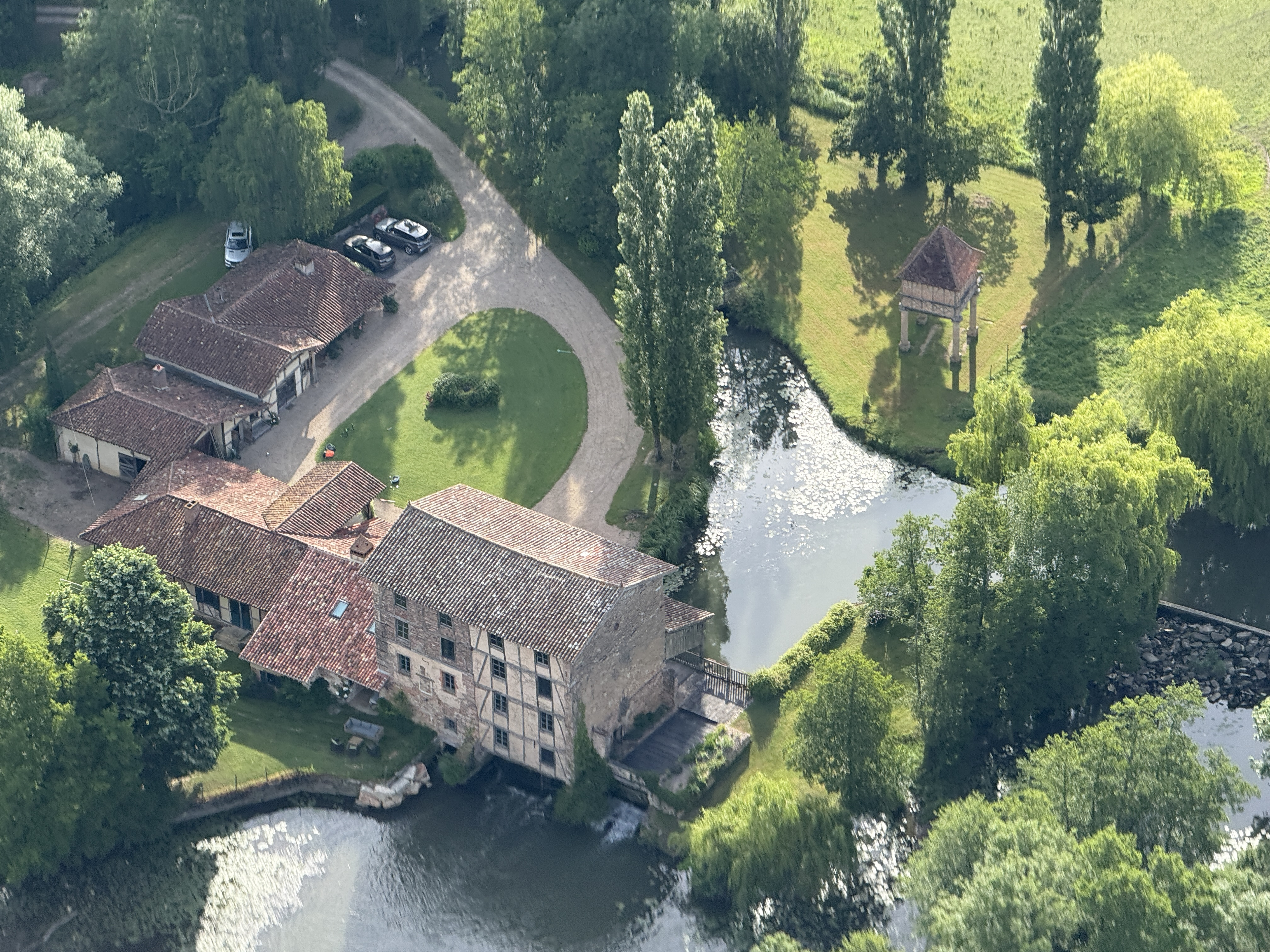
Vue du moulin et du pigeonnier.

Le pigeonnier est  situé dans la commune de Perrex, dans le nord-ouest du département français de l'Ain, dans la  Bresse savoyarde près de la frontière avec la Dombes. Il se dresse sur la rive gauche du Menthon près du confluent avec la Veyle  près du Moulin Grand  dont il tire son nom. Celui-ci est situé de l'autre côté du Menthon dans la commune de Saint-Jean-sur-Veyle ce qui explique pourquoi certaines sources mentionnent erronément le pigeonnier comme étant localisé dans cette dernière.

## Description

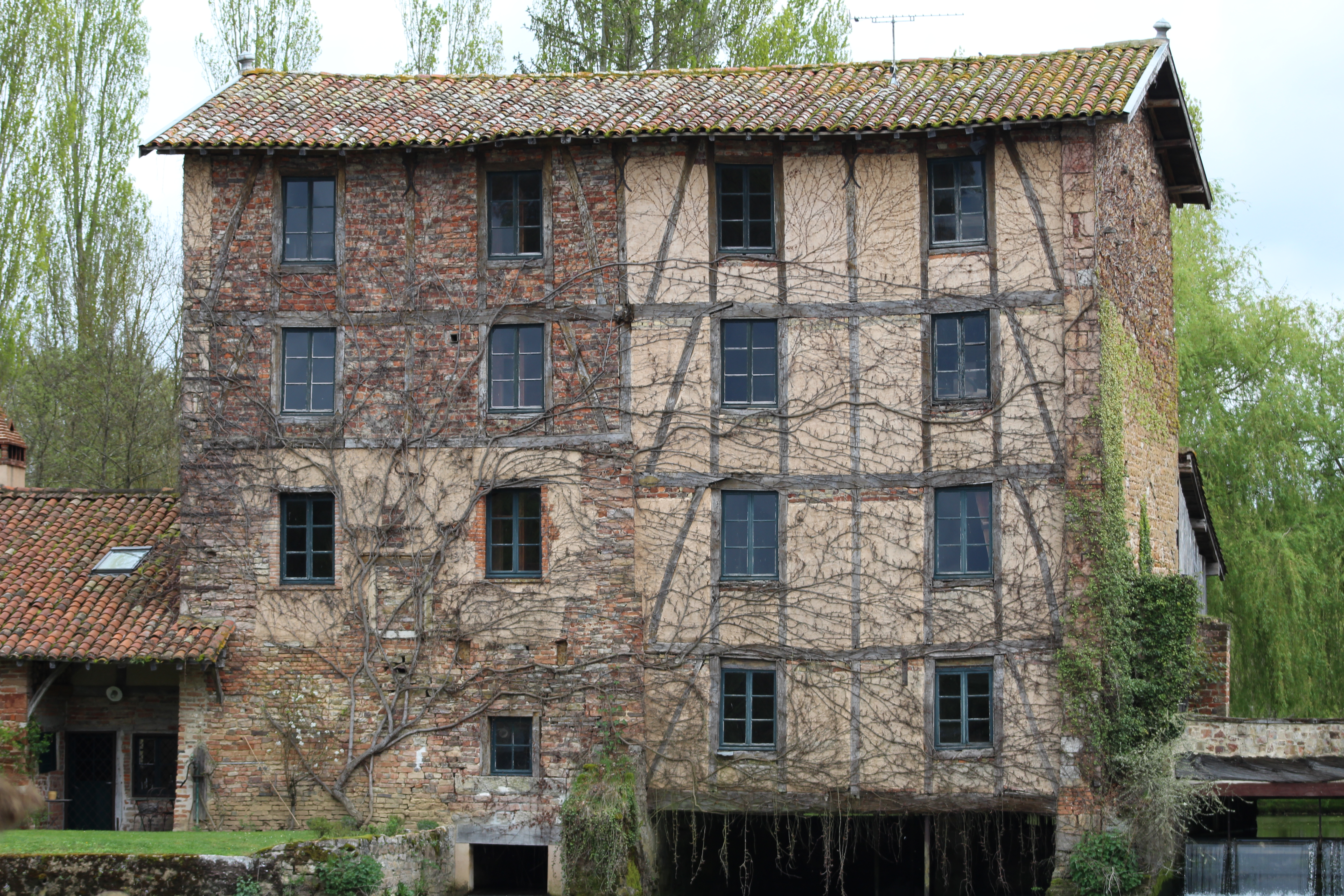
Moulin Grand.

Il est construit en pans de bois comme la plupart des bâtiments typiques de la Bresse reposant sur des poutres dressées sur quatre colonnes de pierre.

## Historique
L'édifice daterai de 1704. 
Il est classé au titre des monuments historiques en 1993.
Il existe dans la commune un autre pigeonnier historique mais de conception différente, le pigeonnier de l'ancien château de Perrex, seul élément subsistant de ce château détruit pendant la Révolution.